# 战列线

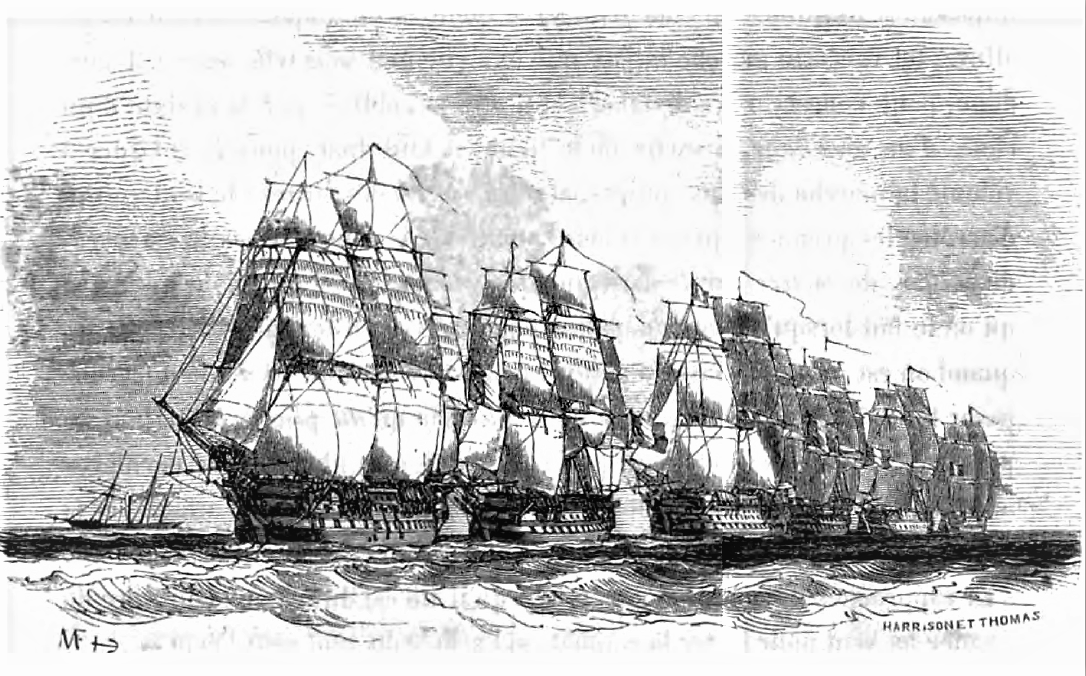
约1840年的一次行动，一支法国船队正在组成战列线。安东·里昂·莫雷尔法提奥

战列线，是海战中作战舰队的一个作战术语，意指作战舰队排列成一长条的线型阵型。战列线战术最早应用的年份目前仍有争议，从1502到1652年不等，不过到1675年，战列线战术已经在海战中得到了广泛的应用。
在战列线战术出现之前，海上作战的形式通常是两艘舰船靠近后进行单打独斗。与之相比，舰队组成战列线进行作战，可以使得每艘船都能利用自身的舷侧火力进行攻击，而不用担心误伤友军舰船。因此在单位时间内，整支舰队可以进行更多的火力输出。另一个优点是，维持一条战列线后，即使某一艘己方舰船已经进行了一定的移动，然而依然有别的舰船可以递补上来，使得自身的战列线对于某一部分敌军的舰船相对静止，从而进行持续的集中打击。而敌军为了避免遭到集中打击，最好的办法也就是同样组成战列线与之交战。从1675年开始，海战逐渐体现出明显的战列线特色，双方要么组成两条战列线平行航行、要么相向航行。
一国海军中，一艘有足够实力加入战列线进行会战的舰船，便被称为戰列舰。值得注意的是，中文对“战列舰”一词在不同的上下文有不同的用法：对于风帆时代的大型主力作战舰艇，中文一般称之为“风帆战列舰”；而对于十九世纪中后期各国海军重拾战列线战术而建造的蒸汽动力的钢甲军舰，则依地区惯例而称为“戰列舰”或者“战舰”。

## 发展

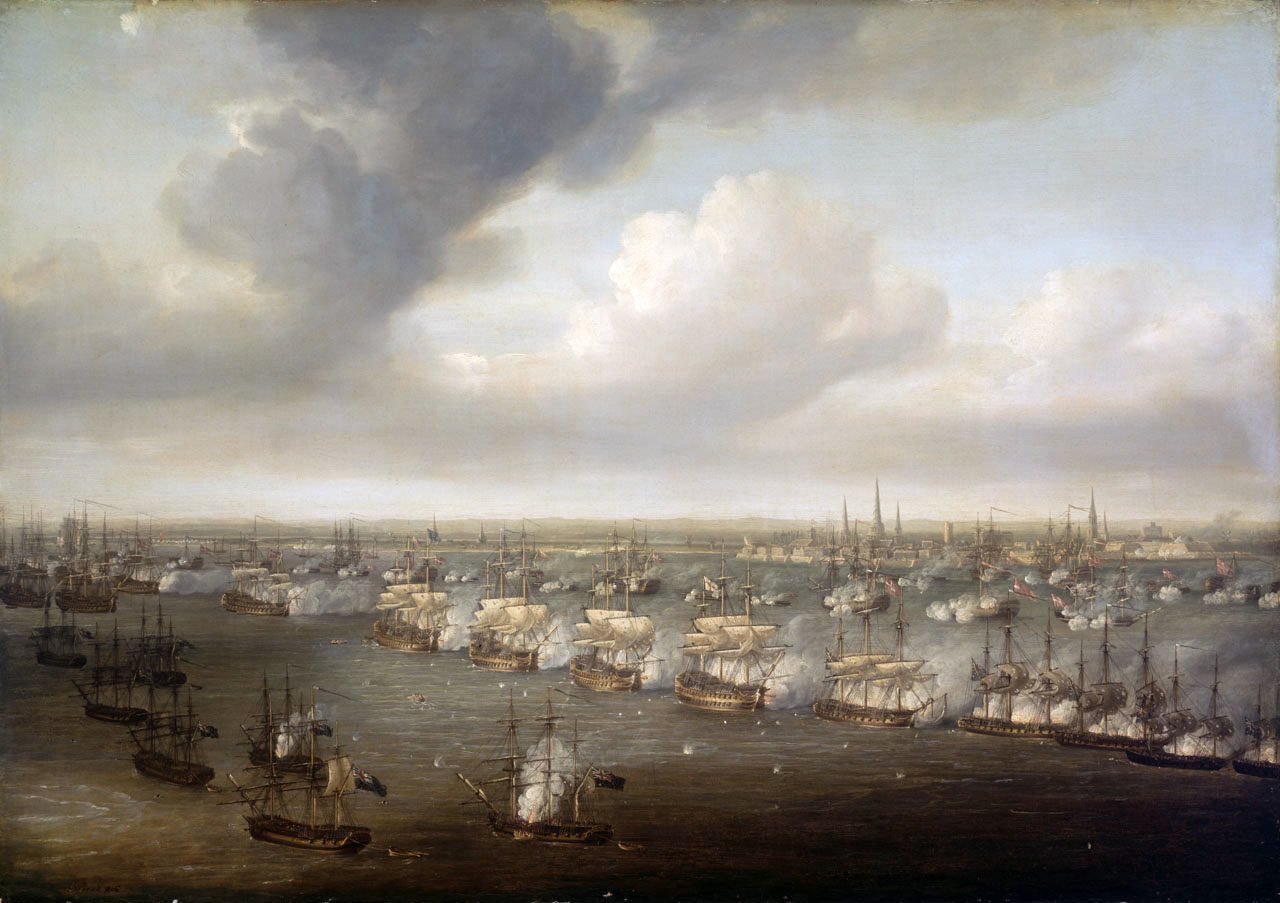
各自组成战列线的英国和丹麦舰队， 1801年哥本哈根战役

战列线最早有记载可查是在1500年。1500年葡萄牙国王曼努埃尔一世在向其一支派往印度洋的舰队的指挥官所发出的敕谕中，就有提到战列线，实际应用很有可能比文字记载还要再早一些。葡萄牙的海外舰队布置成一条长线，以一侧的火力进行攻击，然后再转向回来，接着用另一侧火力继续攻击；全过程只用火炮进行战斗。1555年，葡萄牙海战和造船理论家费尔南·德·奥利韦拉在其专著《海战艺术》中写道，葡萄牙人“在远距离进行作战，就像城墙或者要塞那样……”；他还认为，单列前向战列是最好的阵型。
1502年，瓦斯科·達伽馬率领的第四次葡萄牙东印度舰队在卡利库特之战 (1502年)中，在扎莫林附近大败一支穆斯林舰队。就在同一年早些时候，由若昂·达诺瓦指挥的第三次葡萄牙东印度舰队在第一次坎纳诺尔之战，同样以战列线战术击败了卡利庫特的海上力量，这次战斗也是第一次有确切文献记录的战列线作战。1507年在发生在波斯湾入口的攻佔奧爾穆茲的作战中，葡萄牙将领阿方索·德·阿尔布克尔克运用了类似的战术：是役葡萄牙人舰艇数量少于对方，只有6艘大帆船和460名水手，被敌方250艘舰船和两万名地面部队团团包围。葡萄牙人发挥了自身火炮更为精良的优势，将6艘舰艇围成一圈，首尾相连，仿若旋转木马般进行作战；这一战术取得了成功，葡萄牙军成功地摧毁了大部分包围的敌军舰船，随后夺取了奧爾穆茲。
战列线战术第一次有充分记载的战例，是由荷兰海军将领马尔滕·特伦普领导的1639年9月18日行动；不过也有作者认为这依然存在争议。而战列线战术第一次在文献中有详细描述的例子，是英国皇家海军的战术条令，由英国海军将领羅伯特·布萊克用英语写就，刊行于1653年。在此前的1652年，第一次英荷戰爭中交战双方似乎就已经有一些将领试验了战列线战术，其中很可能就包括了布萊克本人在古德温沙滩之战中的经验。
从十六世纪中期开始，加农炮逐渐成为了海上战斗中最重要的武器，相对的，跳帮作战不再是决定海战成败的关键。尽管如此，各国海军曾经长期使用舰队向敌军舰队进行“冲锋”，亦即利用装设在舰艏的火炮进行攻击，而并没有发挥出舷侧火炮的优势。
在同一时期发展起来的加利恩帆船，船楼设计相对更为低矮，船形也更长，适航性有了比较大的提高，更适合长距离航行。这种新式的战舰可以沿着甲板舷侧布置更多的火炮，从而使得在其侧舷集中更为强大的火力。从十七世纪开始，随着这种新式的舰艇的大量运用，海战也必须要有新的战术。“既然……几乎所有的火炮都安装在一艘作战舰艇的舷侧，因此必须使战舰的舷侧始终保持迎向敌舰。另一方面，火炮的视线又不能被友军舰艇挡住。能同时满足所有这些要求的战术只有一种，这种阵型就是一字长列。这样的一种长列，是唯一应该使用的阵型，因此也成为了所有舰队战术的基础。”
战列线战术要求舰艇足够大，既可以保证远洋航行，也能在会战中经受住敌方的沉重打击而继续维持自身在战列线中的位置。战列线战术同样要求一个强有力的中央政府和早有准备的社会大众；惟此方能在平时即维持一支常设舰队，并培养一批统率此一舰队的专业军官。一国的海军之中虽然由商船征召而来的水手占了绝大部分，但是要想在军舰之中进行管理和信息交流，还是要依靠这些军官们。伴随着在近世发展起来的战争新形态的，是更为严格的组织架构。军队根据数学计算的理想结果而创立出标准的阵型。国家实力膨胀，个人地主随之衰退，也导致军队——包括海军——规模越来越庞大。

## 运用

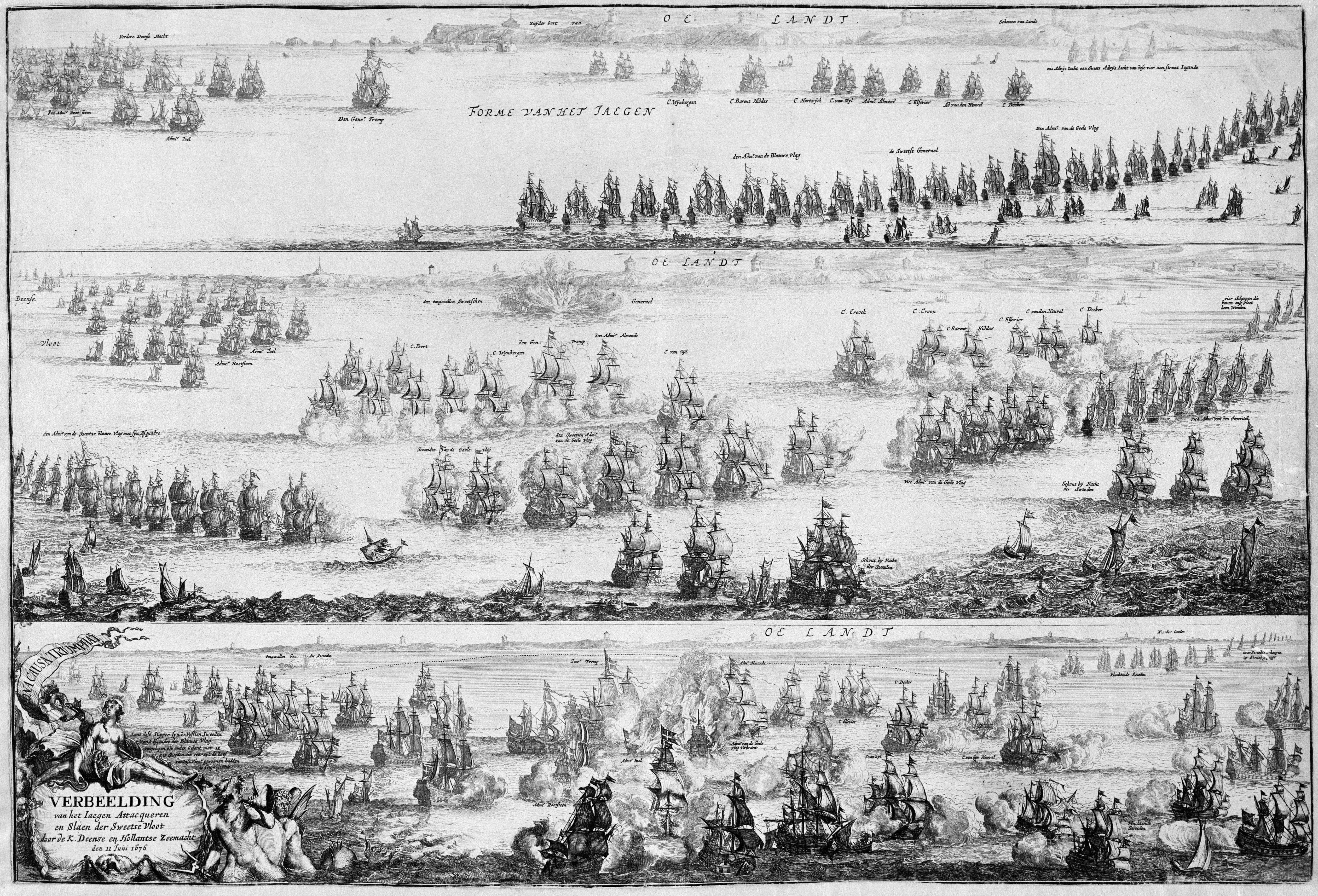
由同时代的人所绘制厄兰岛之战，由科内利斯·特伦普率领的丹麦-荷兰联合舰队对阵瑞典海军。瑞典舰队一开始组成了战列线应战，但很快阵型被冲散，随后瑞典遭受了惨败。铜版画，由罗梅恩·德·胡格绘于1676年

战列线战术最理想的运用方式是己方与敌方成90度正交运动。由此，可以抢占T字横头，或者突破敌军战列进行脱离，如四日会战、肖纳费尔德之战、特拉法加海戰；或者切断对方战列，包围其中部分敌军，形成局部优势歼灭之，如特塞尔之战、桑特海峡战役；或者是对敌方进行包夹，如比奇角之战 (1690年)。

### 弱点
战列线战术的一个主要问题在于，假若交战双方规模相近，则双方组成战列线作战时，往往只是不分胜负。此外，如果其中一方只是打算进行远距离炮战，并且并不打算进行歼灭性的决战，那么战列线很可能无法充分发挥。比如法国海军就很喜欢抢占下风位，以便于随时利用风向脱离战斗；同时使用链弹持续对敌方的桅杆和帆具进行攻击。这种打法可以迫使敌军大量舰船受伤需要修理而退出战列，同时法军自己人员伤亡和舰船损伤都要小得多。而另一方面，英国的海军条例则要死板得多，导致在一个多世纪里，英国海军都没能在势均力敌的战斗中赢得哪怕一场战术胜利；这种局面一直维持到1782年，喬治·羅德尼海军上将在桑特海峡战役违反了战术条例，才取得了决定性的胜利。

### 包夹
如果两支交战的舰队规模相当，那么其中一方有可能对一部分敌舰进行包夹，集中火力使其重创。己方有一部分舰船突破对方战列，绕到对方的另一侧，与己方留在原来一侧的舰船对夹在中间的敌舰进行两面打击；而敌方剩下的舰船则无法利用舷侧进行作战。

## 蒸汽时代
十九世纪中后期，铁甲舰的出现使得海军战术一度变得十分混乱。有的流派认为铁甲军舰几乎不可能为炮火所摧毁，撞击才是有效的攻击方式。这种撞击军舰的最典型应用战例是1866年的利萨海战。也有一些流派认为，只有对锚泊在港内的军舰进行突袭才能消灭敌人的钢甲军舰。绿水学派则认为，鱼雷是可以逆转局势的强大武器，弱国海军可以依靠轻快的鱼雷巡洋舰以小博大摧毁铁甲舰。在种种思潮下，各国海军发展出了一些不同于以往新式的军舰，只装备了少量火炮用于前向或者全方位射击，而不再追求侧舷火力密度。这个时代的海军使用战列线战术相对要少。
1894年的大东沟海战，中国海军的两艘超勇級撞击巡洋舰均无甚战果，宣告了撞击战术的失效。此后各国海军的目光重新放回到战列线战术上。蒸汽时代由大型铁甲军舰组成战列线进行会战的重要战例，包括1905年的对马海峡海战和1916年的日德兰海战；而战列线战术的最后一次应用则是1944年的苏里高海峡海战。
第二次世界大战期间航空母舰及其运用的发展，表明了火炮不再是海战胜负的关键因素；双方军舰排成连绵的战列线的做法也随之失去了意义。在现代海战中海军舰艇往往组成一个戰鬥群，将最高价值的军舰放置在中间，周围是防空舰艇和防空战机，再往外则是各种反潜载具。